# شاهدانه خاردار
گالئوپسیس تتراهیت (نام علمی: Galeopsis tetrahit) نام یک گونه از تیره نعناعیان است.